# Ackworth Moor Top
Ackworth Moor Top är en by i Wakefield i West Yorkshire i England. Orten har 5 750 invånare (2001).